# Marvin Ogunsipe
Marvin Ogunsipe (Vienna, 26 febbraio 1996) è un cestista austriaco con cittadinanza tedesca di origini nigeriane.

## Palmarès
- Campionato tedesco: 2

Bayern Monaco: 2017-2018, 2018-2019